# Zaszyżemje (Mari El)
Zaszyżemje (ros. Зашижемье) – wieś (sieło) w Rosji, w Mari El, w rejonie siernurskim. W 2010 liczyła 467 mieszkańców.